# Argenis Márquez
Argenis Márquez
(Piritu, Portuguesa, Venezuela; 26 de septiembre de 1995) es un futbolista venezolano. Juega de portero y es ficha del Llaneros de Guanare de la Primera División de Venezuela.

## Historia
Argenis Márquez comenzó a jugar en las categorías menores de Píritu llega al Portuguesa FC con entrenadores del Portuguesa que lo empezaron a ver su calidad en la portería y lo llevan a argenis a probar con el equipo en acarigua

## Clubes
| Club                | País      | Año             | Partidos | Goles |
| ------------------- | --------- | --------------- | -------- | ----- |
| Portuguesa FC       | Venezuela | 2014 - 2017     | 123      | 0     |
| Atlético Guanare    | Venezuela | 2017 - 2018     | 0        | 0     |
| Llaneros de Guanare | Venezuela | 2019 - presente | 0        | 0     |